# 1960年ローマオリンピックのインド選手団
1960年ローマオリンピックのインド選手団（1960ねんローマオリンピックのインドせんしゅだん）は、1960年8月25日から9月11日にかけてイタリアの首都ローマで開催された1960年ローマオリンピックのインド選手団、およびその競技結果。

## 概要
今大会は銀メダル1個を獲得した。

## メダル
| メダル | 選手名                        | 競技     | 種目 |
| ------ | ----------------------------- | -------- | ---- |
| 銀     | レスリー・クラウディウス [[]] | ホッケー | 男子 |